# Winfried Böhm
Winfried Böhm (ur. 22 marca 1937 w Šluknovie) – niemiecki pedagog i filozof, profesor i dyrektor Instytutu Pedagogiki Uniwersytetu Würzburskiego.

## Kariera zawodowa
Po studiach odbytych w Bambergu i Würzburgu w 1969 uzyskał doktorat na Uniwersytecie Würzburskim. Na tej uczelni habilitował się (1973) a w 1974 został profesorem i dyrektorem Instytutu Pedagogiki Uniwersytetu Würzburskiego. Ponadto wykładał w uniwersytetach w Provo (Stany Zjednoczone), Lagos (Nigeria), Kordoba (Argentyna) i Rzymie. W latach 1986–1987 odbył staż w holenderskim Instytucie Badań Humanistyczno-Społecznych w Wassenaar. W 1984 otrzymał tytuł doktora honoris causa Uniwersytetu w Kordobie. Od 1987 jest prezesem Instytutu Edukacji Europejskiej w Sirmione. Od 1969 roku jest uznanym na arenie międzynarodowej ekspertem w sprawach metody wychowawczej Montessori. Od 1987 do 2002 był prezesem Niemieckiego Towarzystwa Montessori.

## Zainteresowania naukowe
Główne zainteresowania badawcze Böhma koncentrują się na zagadnieniach związanych z filozofią wychowania, ponadto interesuje się zagadnieniami teorii kształcenia, historii, pedagogiki oraz pedagogiki międzynarodowej.

## Publikacje (wybór)
- Maria Montessori. Hintergrund und Prinzipien ihres pädagogischen Denkens, 1969
- Kulturpolitik und Pädagogik Paul Oestreichs, 1973
- Bildungspolitik indSchulereform in der BRD, 1974
- La educacion de la persona, 1982
- Theorie und Praxis, 1985
- Was ist "aktuell" an Montessori?, w: Birgitta Fuchs, Waltraud Harth-Peter: Montessori – Pädagogik und die Erziehungsprobleme der Gegenwart. Würzburg 1989
- Entwürfe zu einer Pädagogik der Person, 1997
- Geschichte der Pädagogik, 2004
- Quo vadis - Pädagogik? w: Walter Eykmann u. Winfried Böhm: Die Person als Maß von Politik und Pädagogik, 2006